# シェルビー (モンタナ州)

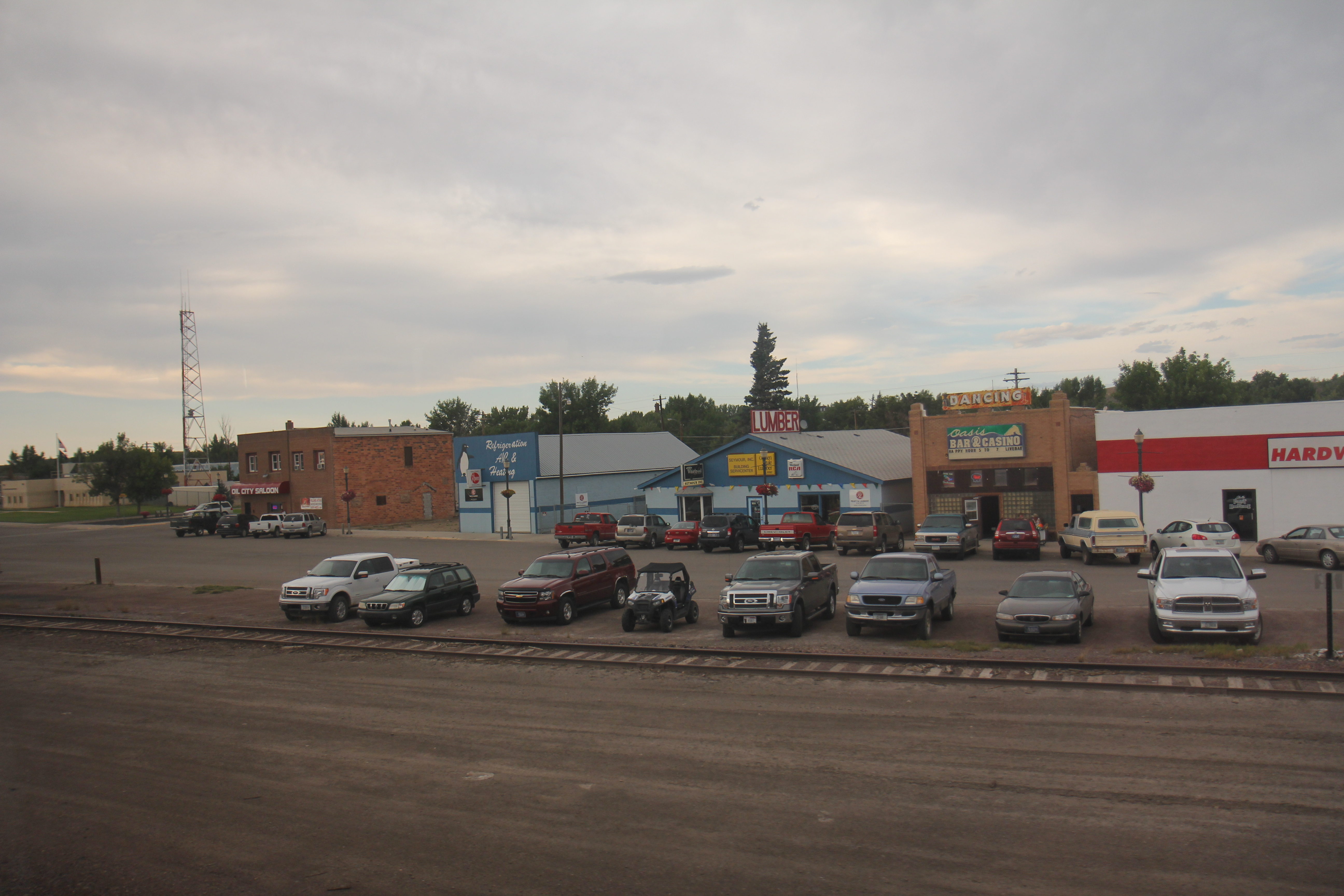
ダウンタウンの様子

シェルビー（英語:Shelby）は、アメリカ合衆国モンタナ州の都市。ツール郡の郡庁所在地である。人口は3,376人（2010年）。

## 地理

ツール郡内の位置（上）

グレートフォールズの北120kmに位置し、カナダとの国境まで55kmほどである。座標は、北緯48度30分26秒 西経111度51分37秒 / 北緯48.50722度 西経111.86028度
アメリカ合衆国統計局によると、この都市は総面積16.01km²(6.18mi²)である。このうち15.62km²(6.03mi²)が陸地で0.39km²(0.15mi²)が水地域である。総面積の2.44%が水地域となっている。

## 交通

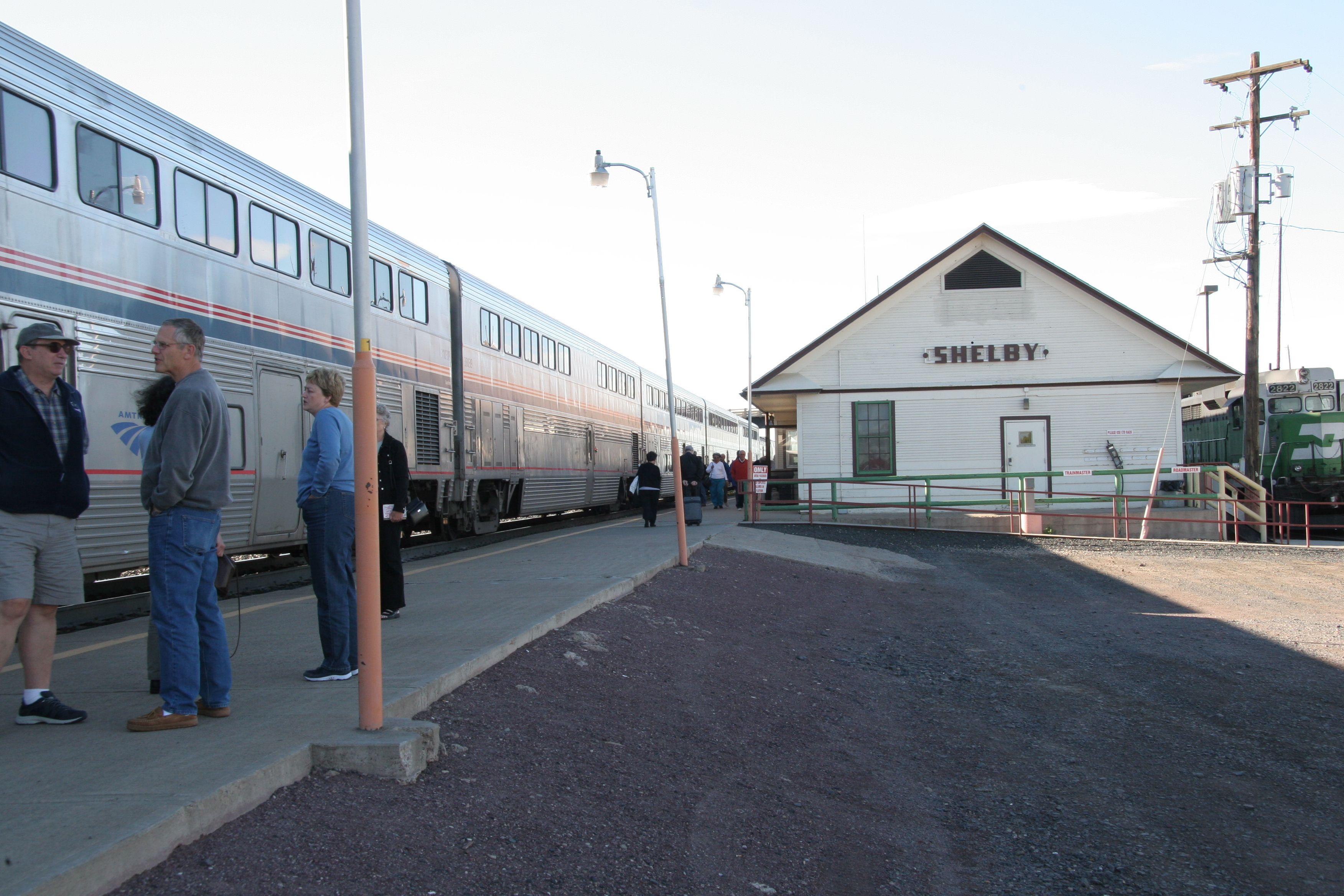
シェルビー駅

- シェルビー駅にはアムトラック（全米鉄道旅客公社）のエンパイア・ビルダー号が毎日一往復停車する。
- 市内で国道2号線（東西）と州間高速道路15号線（南北）が交差する。I-15はカナダ＝アメリカ合衆国国境が北端である。

## 関係者
- リロイ・フッド：生物学者
- ジャック・ホーナー：古生物学者